# Joanne Simpson
Joanne Simpson (née Joanne Gerould; 1923 – 2010) est la première femme à recevoir un doctorat en météorologie aux États-Unis (université de Chicago),. Elle fut membre de l'Académie nationale d'ingénierie des États-Unis, a été professeur de plusieurs universités, chercheuse pour le gouvernement des États-Unis et de la NASA. Elle est connue pour ses recherches sur les cyclones tropicaux, en particulier pour l'interprétation des tours convectives, les alizés, l'interaction air-mer et pour avoir été un des instigateurs du programme Tropical Rainfall Measuring Mission. 

## Biographie
Joanne Gerould est née le 23 mars 1923 à Boston de deux parents journalistes. Son père qui était un amateur de plein air et d'aviation l'a initiée à la voile et au vol ce qui a attiré son attention sur les nuages et la météorologie. Au lieu de poursuivre ses études dans sa ville natale, elle décida d'aller étudier à l'université de Chicago après avoir lu sur les méthodes d'enseignement qui y était pratiquées. Joanne y suivit un cours de données par Carl-Gustaf Rossby, l'un des pionniers de la météorologie moderne, et obtint son baccalauréat dans cette matière en 1943.

### Études avancées
Elle fut immédiatement engagée par l'université de New York pour donner des cours de météorologie aux futurs météorologues des forces armées engagés dans la Seconde Guerre mondiale, puis revint à Chicago pour donner la même formation tout en travaillant à sa Maîtrise. Elle obtint ce diplôme en 1945 sous la direction de Rossby. En 1944, elle épousa Victor Starr, avec qui elle a eu un fils en 1945. Devenue Joanne Starr, elle voulait poursuivre ses études jusqu'au  doctorat mais en fut dissuadée par certains de ses professeurs qui avaient une vue très conformiste du rôle de la femme. Cependant, Herbert Riehl accepta de devenir son directeur de thèse sur l'étude des nuages.
Travaillant comme enseignante de physique au Illinois Institute of Technology et y prenant des cours, elle fit ses recherches en été au laboratoire Woods Hole et obtint finalement son doctorat en 1949. Elle divorça entretemps et se remaria avec Willem Malkus en 1948; le couple aura eu un fils en 1950 et une fille en 1960. Joanne obtint ensuite un poste permanent à Wood Hole en 1951. Elle y resta de 1951 à 1960 et y développa le premier modèle numérique de simulation de la vie d'un nuage grâce aux données recueillies lors de vols dans un hydravion PBY prêté par la US Navy. La Navy ne voulait pas qu'elle vole elle-même, mais le directeur de Woods Hole et l'Office of Naval Research avaient insisté pour qu'elle y fut ce qui avait permis aux femmes de participer ensuite aux programmes de recherche in situ. Sa conception du cycle de vie des cumulus entrait en conflit avec les chercheurs Richard Scorer et Frank Ludlam de l'Imperial College London, ce qui mena à un échange de correspondance et de rencontres avec ceux-ci pour le développement de son modèle.

### Carrière

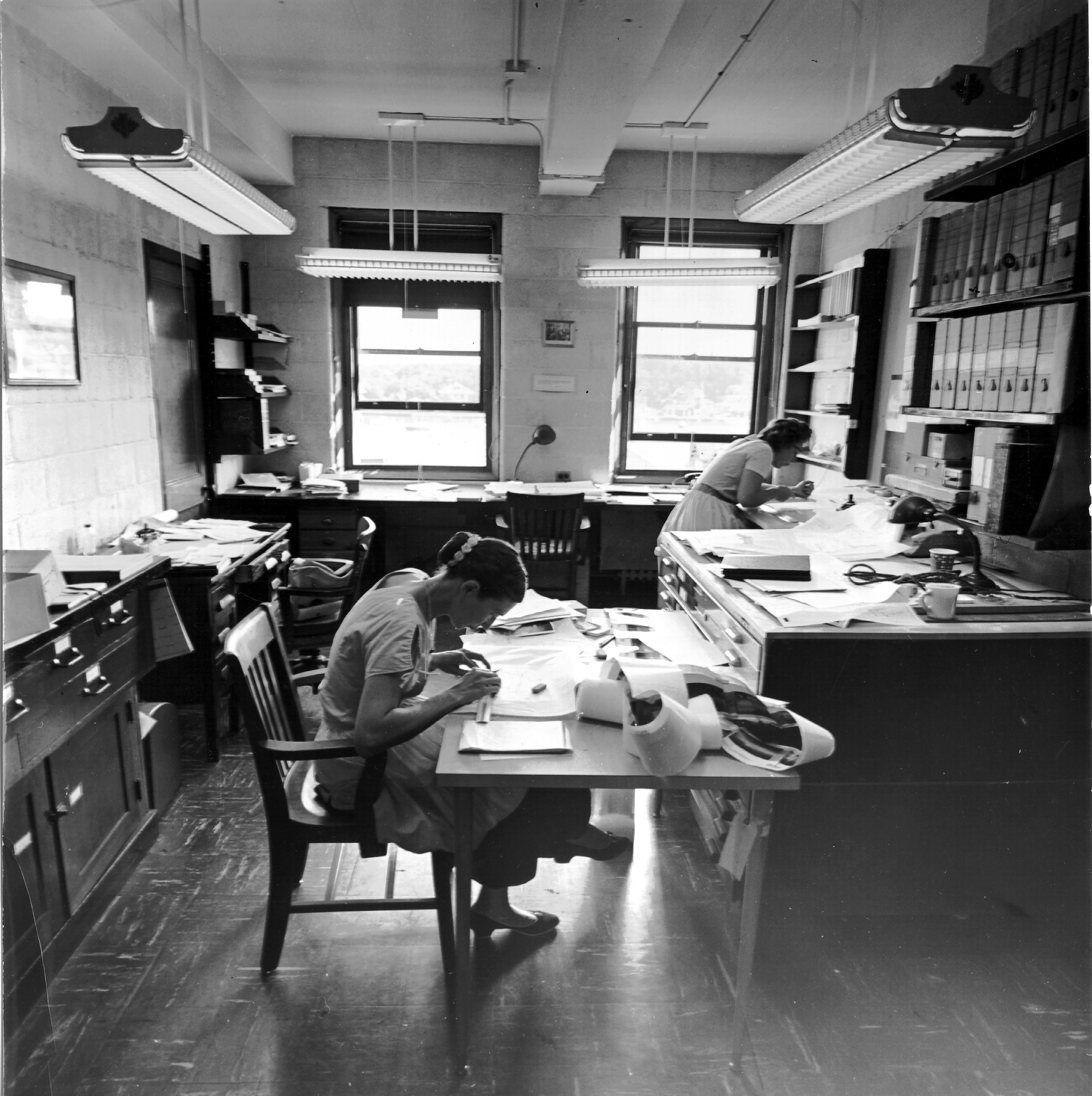
Joanne Simpson étudiant une série de clichés de nuages tropicaux pris lors de vols scientifiques dans le Pacifique.

Joanne (Malkus ou Starr-Malkus dans la littérature) collabora également avec Riehl et les deux publient un article fondateur en 1958 sur le rôle des tours convectives, des cumulonimbus s'élevant à très grande altitude, dans le développement des cyclones tropicaux et sur leur influence sur les alizés . En effet, ces derniers convergent près de l'équateur pour former des orages dans la zone de convergence intertropicale, appelés cellules de Hadley. Cependant, les sondages atmosphériques dans cette région montraient que le mouvement vertical y était minimal et ne pourrait pas produire les orages intenses observés. Leurs relevés montraient grâce à des observations in situ que l'instabilité nécessaire pouvait être obtenue grâce à la formation de colonnes limitées en largeur où l'air était instable et qui avaient une longue durée de vie à la suite du relâchement de chaleur latente. 
Joanne divorça en 1960 et devint professeur à Université de Californie à Los Angeles (UCLA) où elle a pu pour la première fois programmer son modèle de nuage sur ordinateur au lieu d'utiliser une règle à calcul. Elle réalisa que l'ensemencement des nuages eût pu être une bonne façon d'étudier le comportement des nuages et en 1963 participa à des vols durant le programme Stormfury. Elle y rencontra Robert Simpson, connu plus tard pour l'échelle Saffir-Simpson de classification des ouragans, et qu'elle épousera en 1965. En 1964, Joanne quitta l'UCLA pour le US Weather Bureau où elle devint la directrice du laboratoire de météorologie expérimentale de Miami alors que Robert Simpson devint directeur du National Hurricane Center. Joanne Simpson poursuivit à ce titre de nombreux programmes de recherche sur la modification du temps. 
En 1974, Joanne Simpson quitte son poste et devint professeur au département de sciences de l'environnement de l'université de Virginie mais ses collègues, tous masculins, lui firent sentir que ce n'était pas sa place. Elle demanda alors à David Atlas, pionnier du radar météorologique, de joindre le laboratoire atmosphérique qu'il était en train de mettre sur pied au centre spatial Goddard de la NASA. Il lui offrit la direction de la section sur les orages violents qu'elle accepta. Elle commença pendant qu'elle était en congé sabbatique de l'université et prit le poste de façon permanente en 1979. Joanne Simpson s'y sentit si bien qu'elle y restera les 30 années suivantes à diverses positions sur des projets comme CAMEX (Convection And Moisture EXperiment), TOGA COARE (Tropical Ocean Global Atmospheres/Coupled Ocean Atmosphere Response Experiment), GATE (GARP Atlantic Tropical Experiment) et Winter MONEX (Winter Monsoon Experiment). 
En 1986, Simpson prit la tête d'une nouvelle équipe de recherche pour développer le premier satellite spécialisé sur l'étude des pluies associées aux systèmes tropicaux, le Tropical Rainfall Measuring Mission (TRMM). Ce satellite est une mission conjointe de la NASA et de la JAXA du Japon. Lancé en 1997, il a permis un bond en avant de la météorologie tropicale et Simpson le considérait comme son plus grand accomplissement.
Joanne Simpson décéda le 4 mars 2010 au George Washington University Hospital de Washington, encore chercheuse émérite à la NASA.

## Notoriété

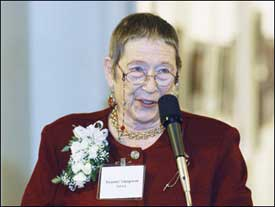
Joanne Simpson plus tard dans sa vie.

Joanne Simpson a reçu de nombreux prix et tenu de prestigieux postes au cours de sa carrière. Parmi les prix reçus, les principaux sont :
- La bourse Guggenheim en 1954 pour ses recherches[5],[7],[8] ;
- La médaille Melsinger de l’American Meteorological Society (AMS) en 1962 ;
- Reconnue comme la Femme de l'année en sciences par le Los Angeles Times en 1963 ;
- La médaille d'argent du département du Commerce des États-Unis en 1967 pour son travail à la section de météorologie expérimentale du National Weather Service ;
- La médaille d'or du département du Commerce des États-Unis en 1972 pour ses contributions exceptionnelles au National Weather Service ;
- La médaille Carl-Gustaf Rossby en 1983, le plus grand honneur de l’AMS, pour ses apports exceptionnels à la météorologie ;
- Le premier récipiendaire du prix William Norberg Memorial pour les sciences de la Terre en 1994 ;
- La première femme à recevoir le prix de l'Organisation météorologique internationale de l'OMM en 2002[9] ;
- L'American Meteorological Society a créé le prix Joanne Simpson pour la recherche en météorologie tropicale en 2021. Il est décerné aux chercheurs qui apportent une contribution exceptionnelle à l'avancement de la compréhension de la physique et de la dynamique de l'atmosphère tropicale[10].

Parmi les postes nationaux et internationaux, il faut noter,,, :
- Membre Fellow de l’Académie nationale d'ingénierie des États-Unis ;
- Membre Fellow de l’Académie des sciences des États-Unis ;
- Membre Fellow de l’American Meteorological Society (AMS) dont elle fut la présidente en 1989[12] ;
- Membre Fellow de l’Union américaine de géophysique ;
- Membre honoraire de la Royal Meteorological Society.